# 賈允迪
賈允迪（？年—？年），號雲君，直隶天津卫人。明朝政治人物。

## 生平
天啓四年（1624年）甲子科中举，崇祯四年（1631年）辛未科進士。都察院观政，授汾阳县知县，六年被革职。